# Bougainvillia involuta
Bougainvillia involuta is een hydroïdpoliep uit de familie Bougainvilliidae. De poliep komt uit het geslacht Bougainvillia. Bougainvillia involuta werd in 1947 voor het eerst wetenschappelijk beschreven door Uchida. 